# 활화산

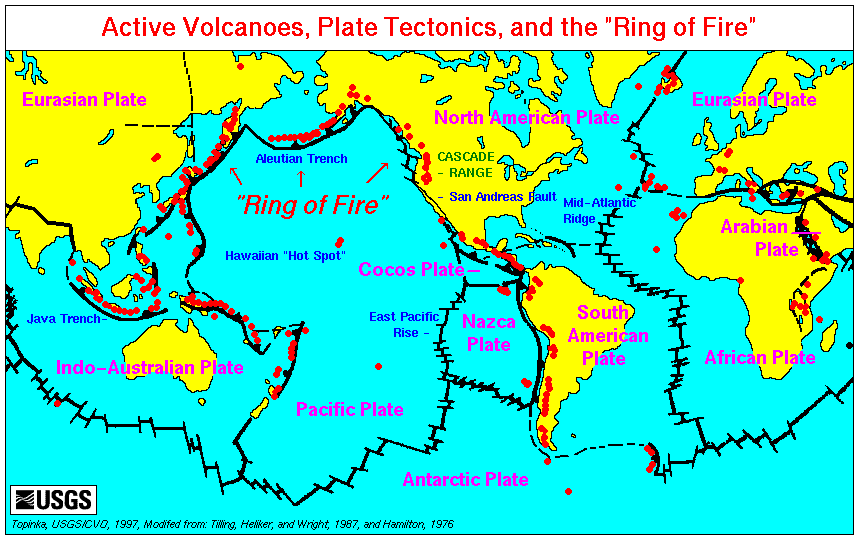
전 세계 활화산 및 판 경계 지도

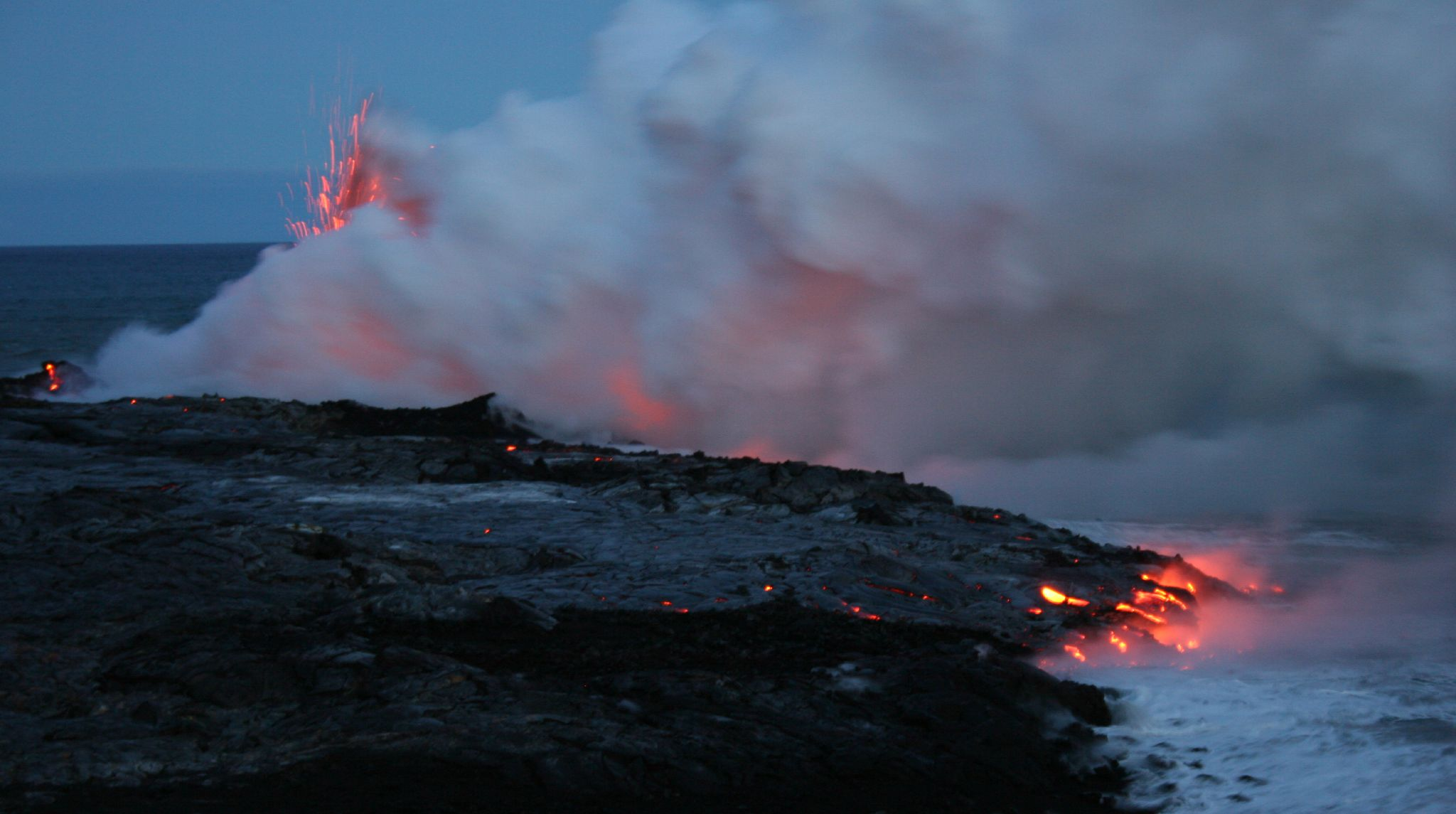
킬라우에아산의 용암이 바다로 흘러드는 모습

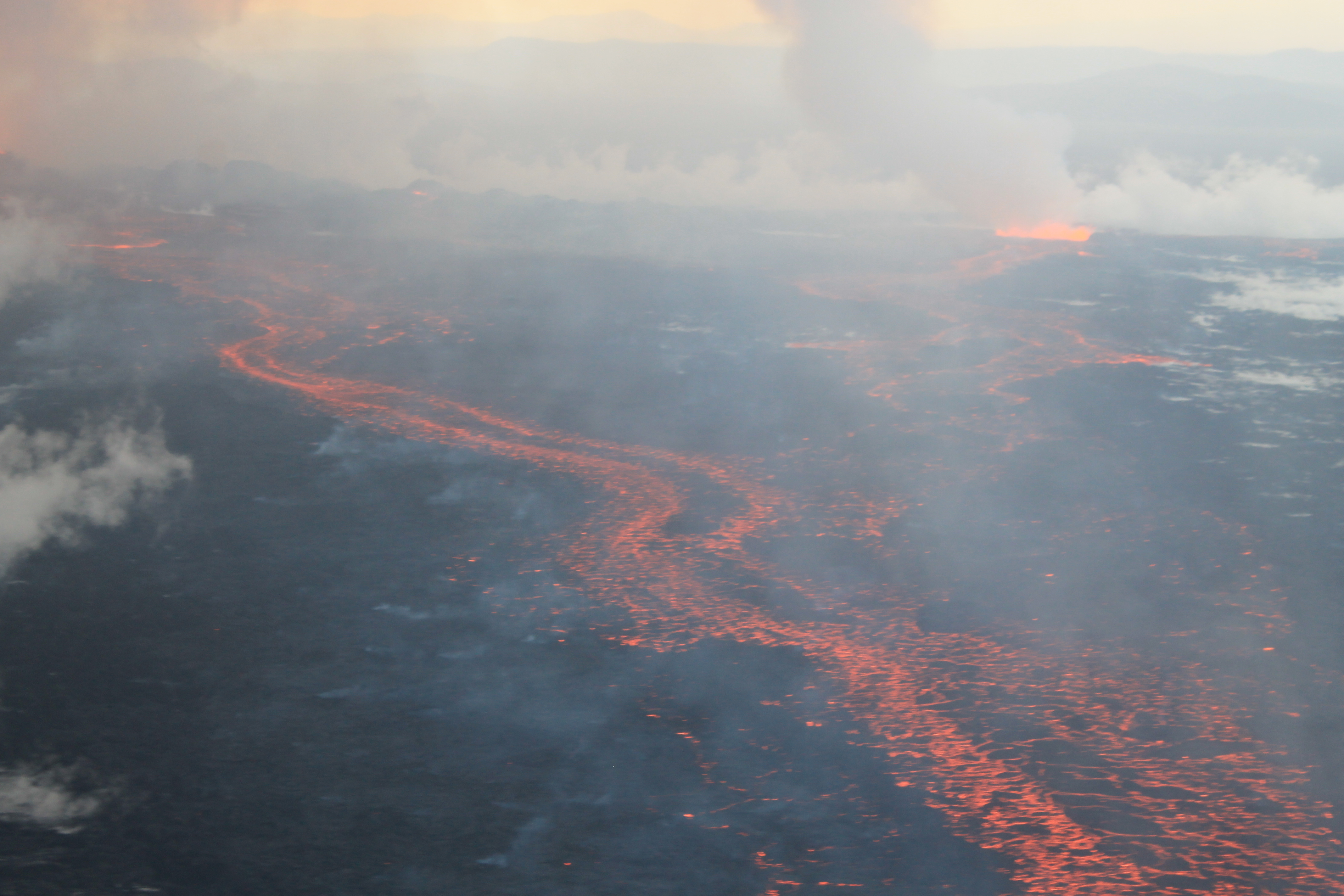
2014년 9월 아이슬란드 홀루흐라운의 용암류

활화산(活火山, 영어: active volcano)은 현재 분출 중이거나 미래에 분출할 가능성이 있는 화산을 말한다. 통상적으로 홀로세(약 11,700년 전 시작된 현재의 지질 시대) 동안 분출한 모든 화산을 활화산으로 분류한다. 현재 분출하지 않지만 미래에 분출할 수 있는 화산은 휴화산으로 알려져 있다. 다시 분출하지 않을 화산은 사화산으로 알려져 있다.

## 개요
전 세계적으로 1,350개의 잠재적 활화산이 있으며, 이 중 500개는 역사 시대에 분출한 기록이 있다. 많은 활화산은 태평양 환태평양 조산대를 따라 위치해 있다. 약 5억 명의 사람들이 활화산 근처에 살고 있는 것으로 추정된다.
역사 시대(또는 기록된 역사)는 활화산 분류의 또 다른 기준이다. 기록된 역사의 기간은 지역마다 다르다. 중국과 지중해 지역에서는 거의 3,000년 전까지 거슬러 올라가지만, 미국 북서 태평양 및 캐나다에서는 300년 미만, 하와이와 뉴질랜드에서는 약 200년 정도이다. 국제 화산학 및 지구 내부 화학 협회에서 1951년에서 1975년 사이에 부분적으로 발간된 불완전한 세계 활화산 목록은 이 정의를 사용하며, 이에 따르면 500개 이상의 활화산이 있다. 2021년 3월 기준으로 스미스소니언 협회의 글로벌 화산 프로그램은 역사적 분출이 확인된 560개의 화산을 인정한다.
스미스소니언 협회의 글로벌 화산 프로그램에 따르면 홀로세 화산이 가장 많은 국가(2023년 기준)는 다음과 같다.
1. 미국: 165개
2. 일본: 122개
3. 러시아: 117개
4. 인도네시아: 117개
5. 칠레: 91개

1960년 이후 가장 활발했던 화산이 많은 국가(2023년 기준)는 다음과 같다.
1. 인도네시아: 55개
2. 일본: 40개
3. 미국: 39개 (대부분 하와이, 알래스카 및 태평양 영토 내 화산 지역)
4. 러시아: 27개
5. 칠레: 19개
6. 파푸아뉴기니: 13개
7. 에콰도르: 12개

2013년 기준으로 다음은 지구에서 가장 활발한 화산으로 간주된다.
- 킬라우에아산, 유명한 하와이주 화산으로, 1983년부터 2018년까지 거의 지속적으로 분출형 분출(용암이 지표면으로 꾸준히 흐르는 형태)을 했으며, 가장 오랫동안 관찰된 용암호를 가지고 있었다.
- 에트나산과 그 근처의 스트롬볼리섬, 두 개의 지중해 화산.
- 레위니옹의 피통드라푸르네즈 화산은 관광 명소가 될 만큼 자주 분출한다.

2010년 기준으로 가장 길게 지속되는(반드시 연속적이지는 않은) 화산 분출 단계는 다음과 같다.
- 야수르산, 111년
- 에트나산, 110년
- 스트롬볼리섬, 108년
- 산타마리아산, 101년
- 상가이산, 94년

그 밖의 활발한 화산들은 다음과 같다.
- 하와이의 마우나로아산은 세계에서 가장 큰 활화산이다. 정상은 해발 4 킬로미터 (2.5 mi) 이상이며, 해저에 있는 기저부로부터 17 킬로미터 (11 mi) 위에 있다.[12]
- 니라공고산과 그 이웃인 니아물라기라산은 아프리카에서 가장 활발한 화산이다.니라공고산의 용암호

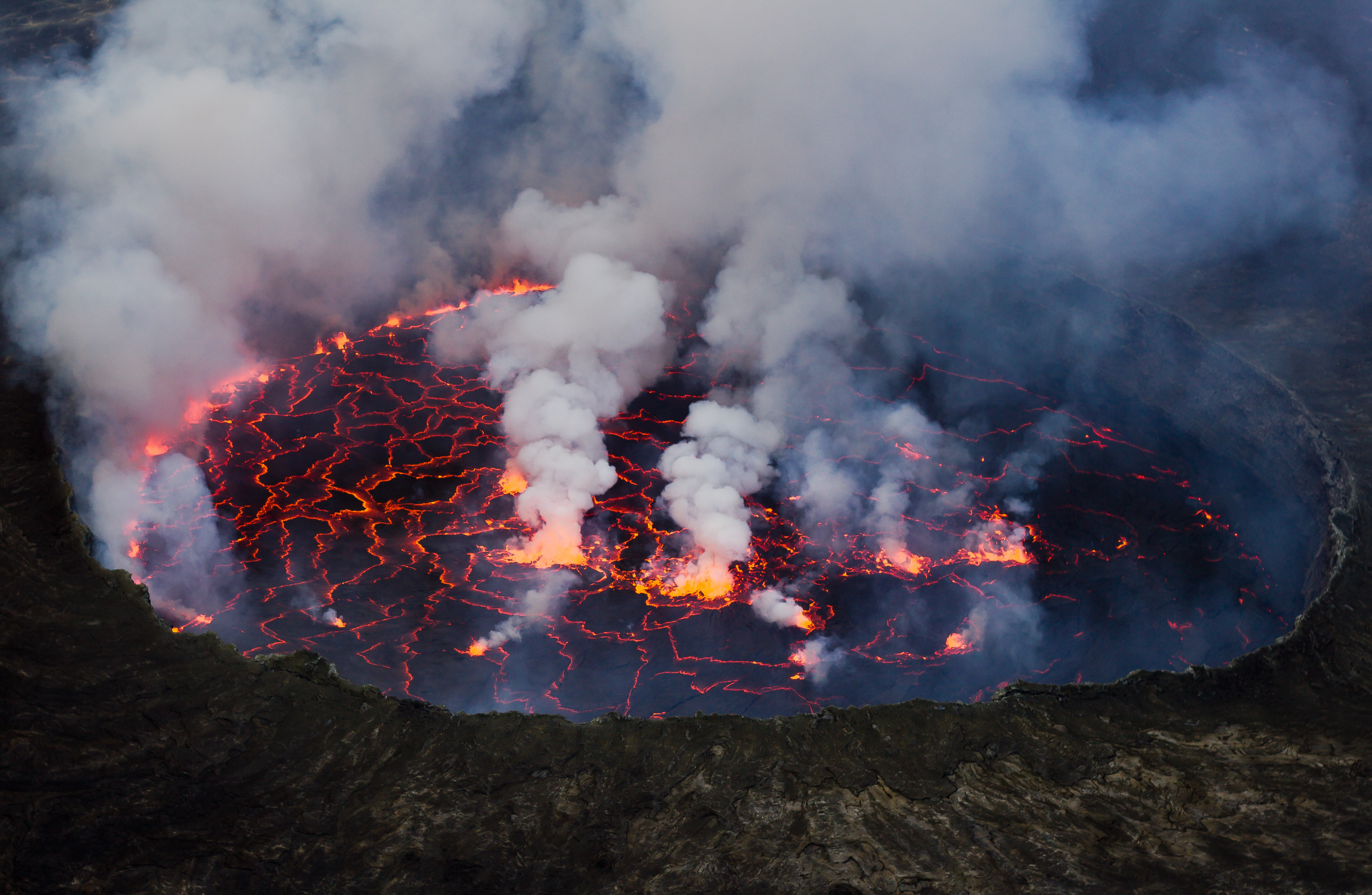
니라공고산의 용암호

- 아파르 삼각지대의 에르타 알레산은 적어도 1906년부터 용암호를 유지해 왔다.
- 남극의 에러버스산은 적어도 1972년부터 용암호를 유지해 왔다.
- 므라피산
- 화카아리/화이트섬은 1769년 유럽인 관측 이전부터 화산 가스를 지속적으로 방출하는 상태였다.
- 올도이뇨 렝가이 화산
- 암브림섬
- 아레날 화산
- 파카야산
- 클류쳅스카야산
- 쉬벨루치산

홀로세 화산 중 반경 5 km (3.1 mi) 내에 많은 인구가 거주하는 곳:
멕시코의 미초아칸-과나후아토 화산 지대와 대만의 다툰 화산군은 모두 화산 반경 5 킬로미터 (3.1 mi) 내에 500만 명 이상이 거주하고 있다. 이탈리아의 캄피 플레그레이와 엘살바도르의 일로팡고는 모두 화산 반경 틀:단위 변위 내에 200만 명 이상의 인구가 거주한다. 중국의 하이난 화산 지대, 필리핀의 산 파블로 화산 지대, 아르메니아의 게감 화산 능선, 인도네시아의 디엥 화산 단지, 뉴질랜드의 오클랜드 화산 지대는 모두 각 화산 반경 5 킬로미터 (3.1 mi) 내에 100만 명 이상이 거주한다.

## 국가별

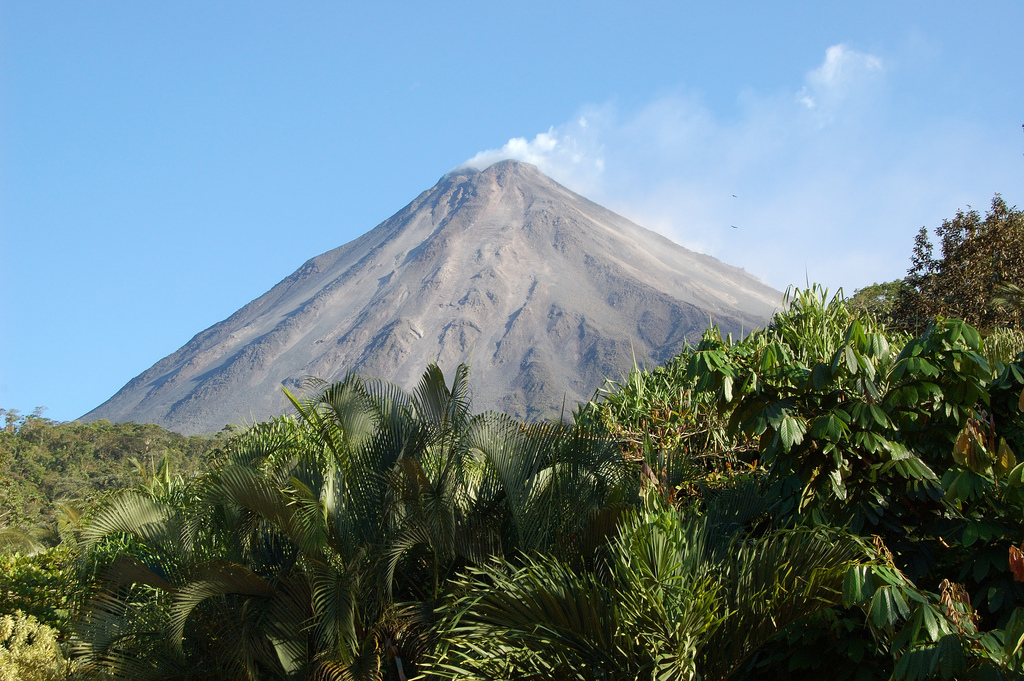
아레날 화산, 코스타리카

### 코스타리카
- 린콘 데 라 비에하, 성층 화산
- 아레날 화산, 성층 화산
- 포아스 화산, 성층 화산
- 이리수 화산, 성층 화산
- 투리알바 화산, 성층 화산

### 과테말라

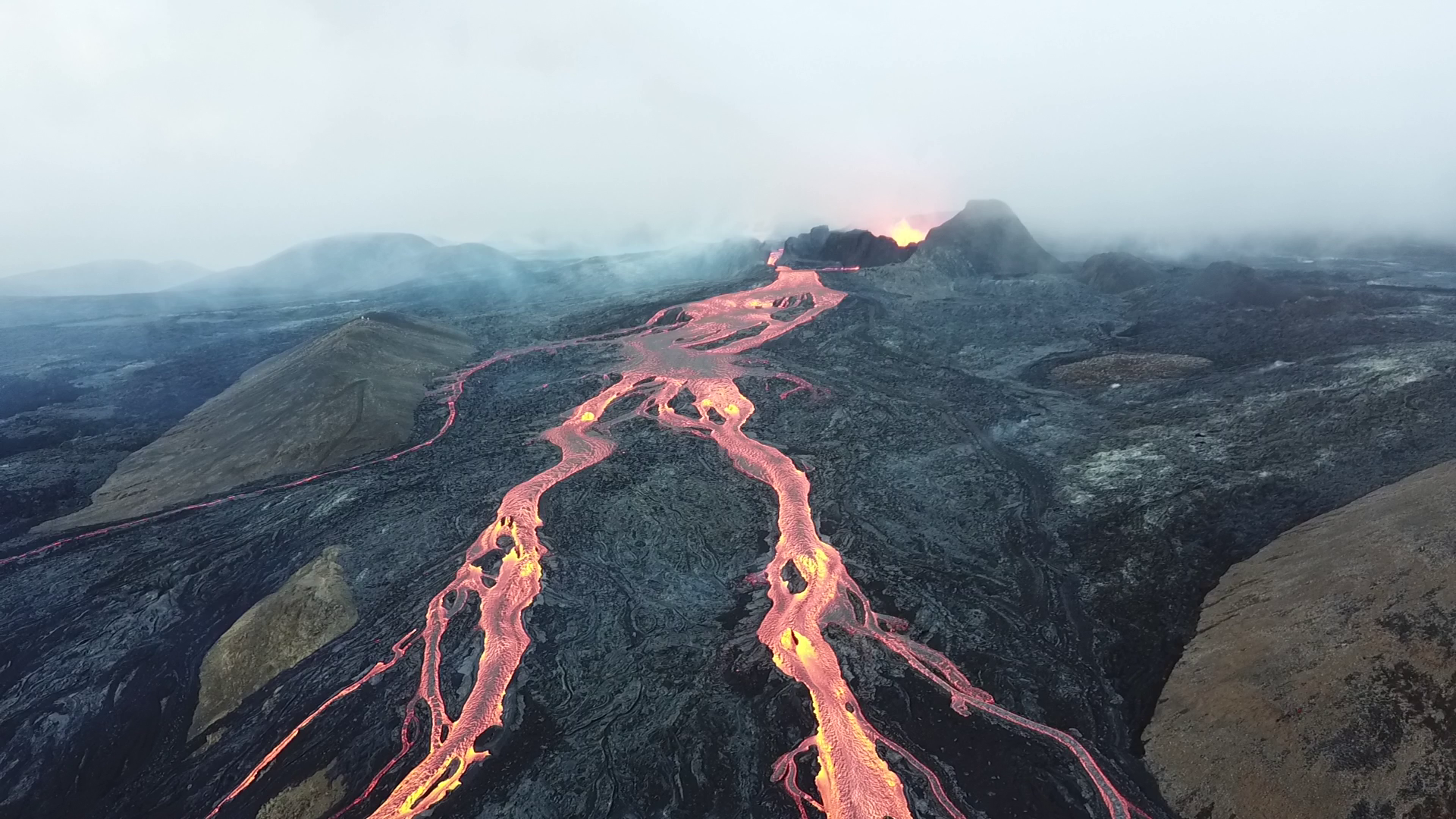
아이슬란드의 파그라달스퍄들 화산

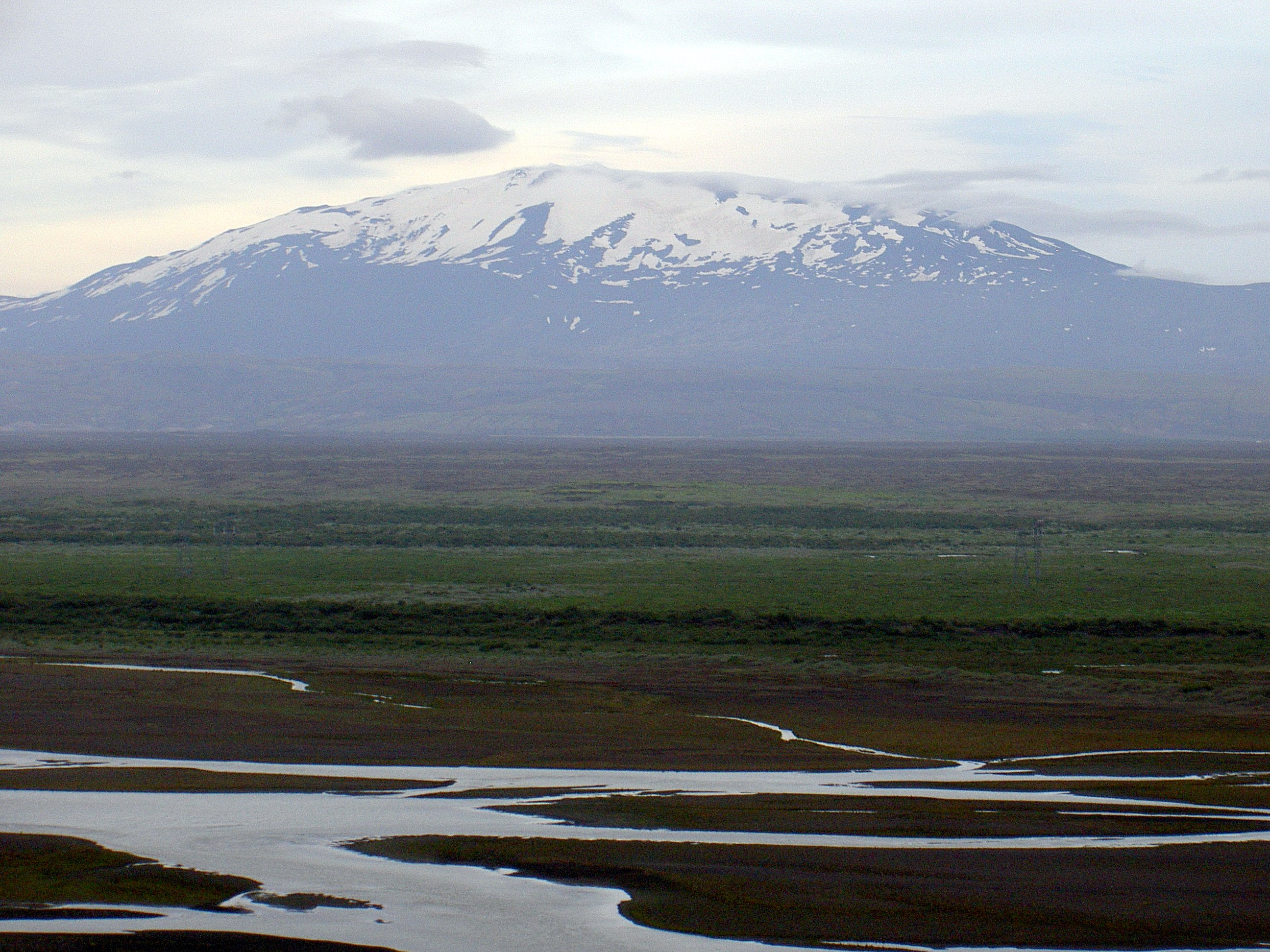
아이슬란드의 성층 화산, 헤클라산

출처:
- 아카테낭고산, 성층 화산
- 아티틀란산, 성층 화산
- 푸에고산, 성층 화산
- 파카야산, 화산 복합체
- 산타마리아산, 성층 화산
- 타카나산, 성층 화산

### 아이슬란드
출처:
- 아스크야산, 성층 화산
- 바우르다르붕카산, 성층 화산
- 브렌니스테인스퍄들, 분화구 열
- 엘데이, 열곡 분화구
- 에이수퍄들, 성층 화산
- 에이야퍄들라이외퀴들, 성층 화산
- 파그라달스퍄들, 열곡 분화구
- 프렘리나마르, 성층 화산
- 그림스네스, 화산 지대
- 그림스뵈튼 화산, 칼데라
- 헤이다르스포르다르, 열곡 분화구
- 헤클라산, 성층 화산
- 헬그린두르, 화산 지대
- 호프스외퀴들, 열곡 분화구
- 흐로문다르틴두르, 성층 화산
- 카틀라 화산, 열곡 분화구
- 콜베인세이 능선, 열곡 분화구
- 크라플라산, 칼데라
- 크리수빅-트롤라딘갸, 분화구 열
- 크베르크퍄들, 성층 화산
- 료수퍄들, 화산 지대
- 오드니야르흐뉴쿠르-랑요쿨, 열곡 분화구

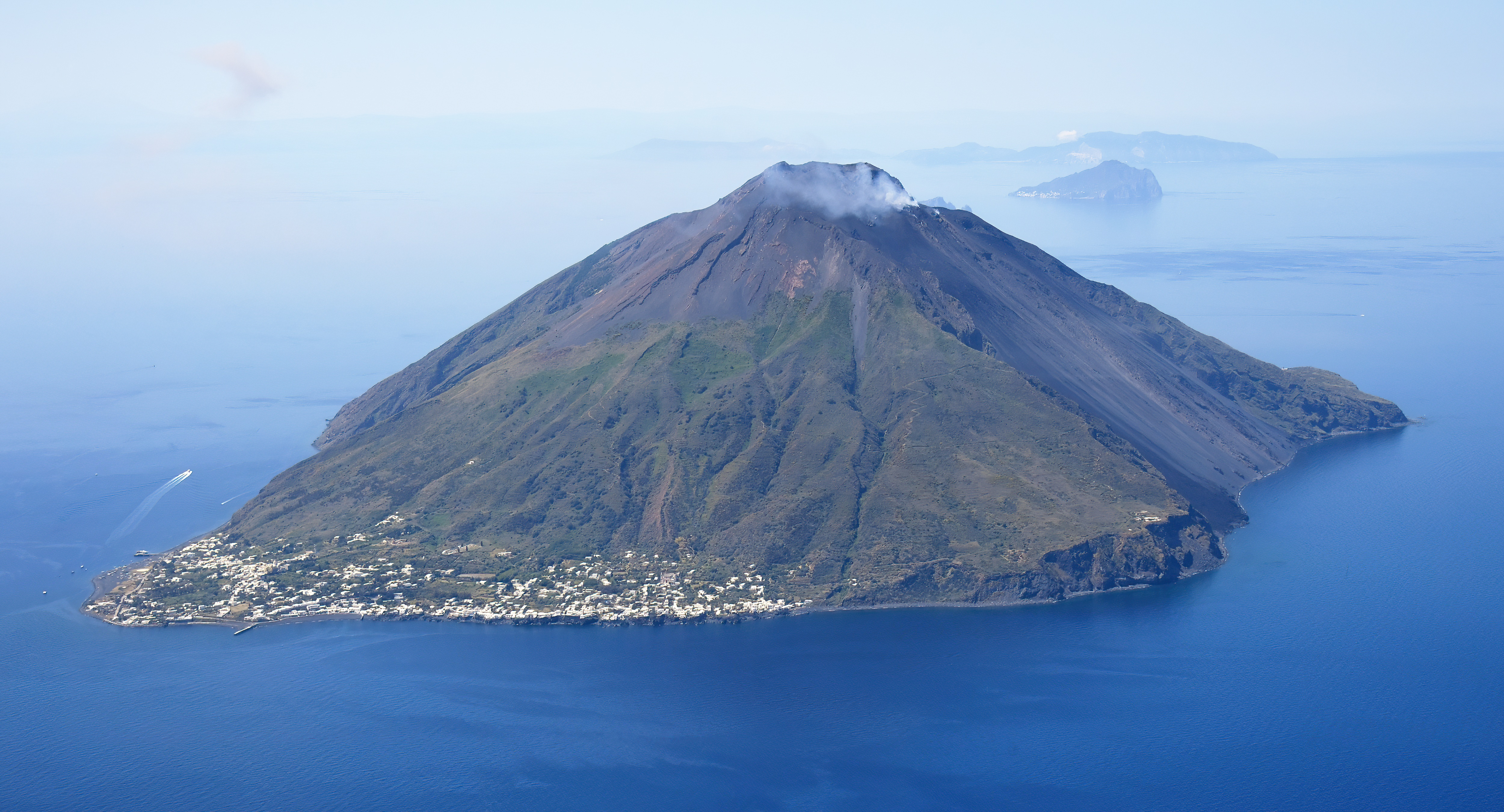
스트롬볼리섬의 항공 사진 (북동쪽에서 본 모습)

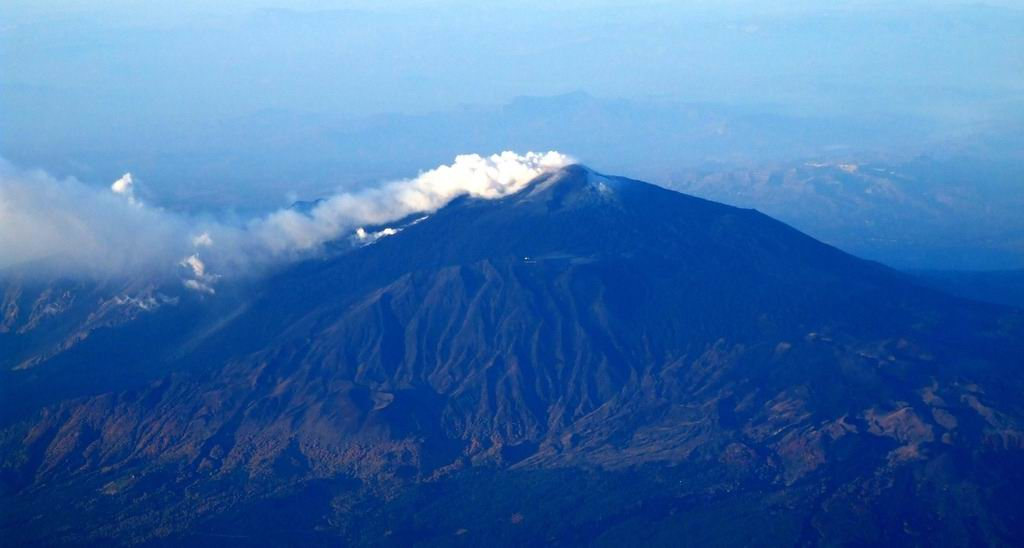
이탈리아의 에트나산

- 외라이바이외퀴들, 성층 화산
- 프레스타흐누쿠르, 열곡 분화구
- 레이캬네스, 분화구 열
- 스나이펠, 성층 화산
- 스나이펠스외쿨, 성층 화산
- 테이스테이레이키르, 순상 화산
- 토르다르히르나, 성층 화산
- 틴드퍄들라이외퀴들, 성층 화산
- 초르네스 단층대, 열곡 분화구
- 토르바외퀴들, 성층 화산
- 퉁나펠스외퀴들, 성층 화산
- 베스트만나에이야르 제도, 열곡 분화구

### 이탈리아
출처:
- 캄피 플레그레이, 칼데라
- 시칠리아 해의 캄피 플레그레이, 화산 지대

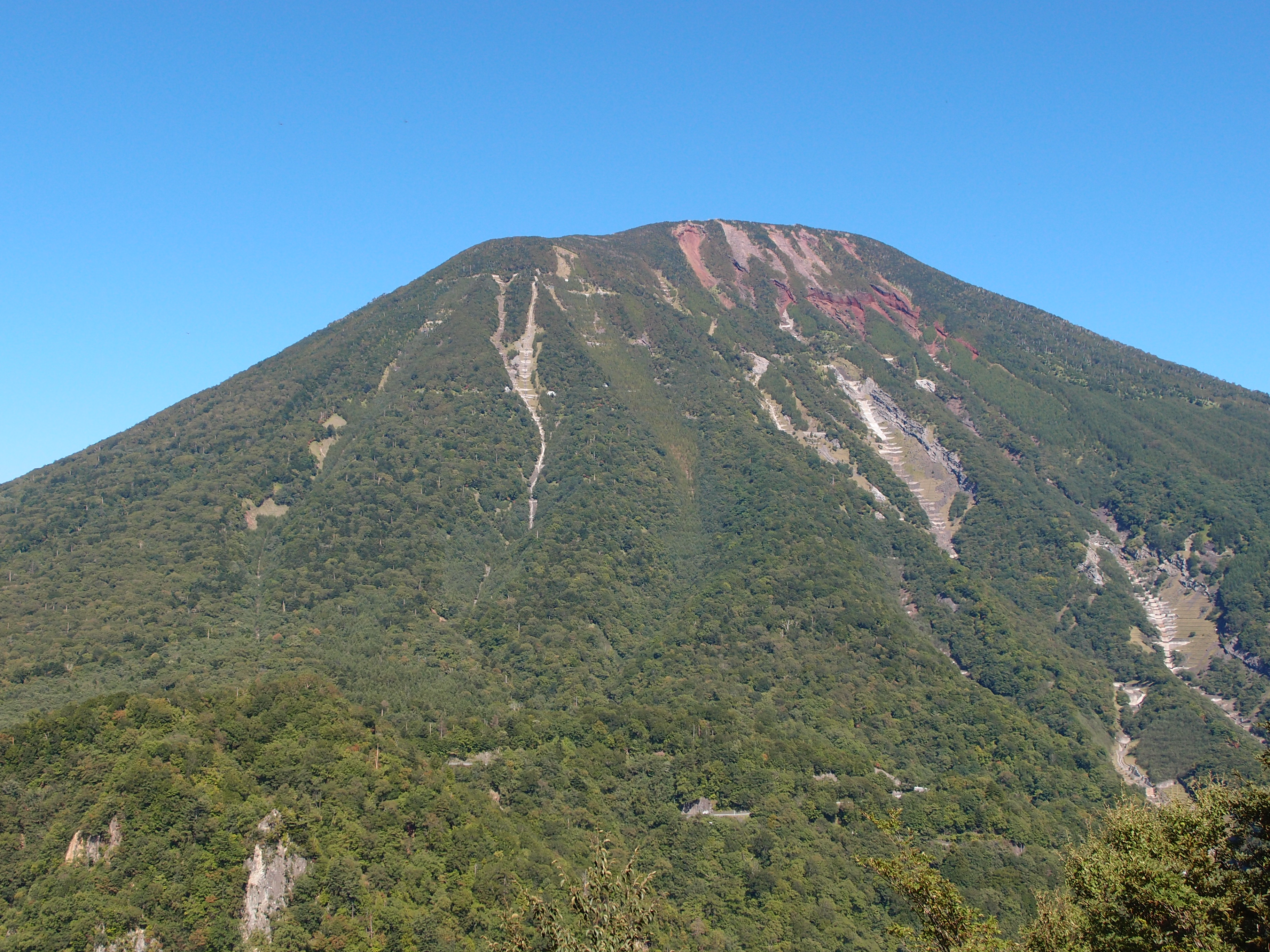
2013년 일본 도치기 닛코의 난타이산

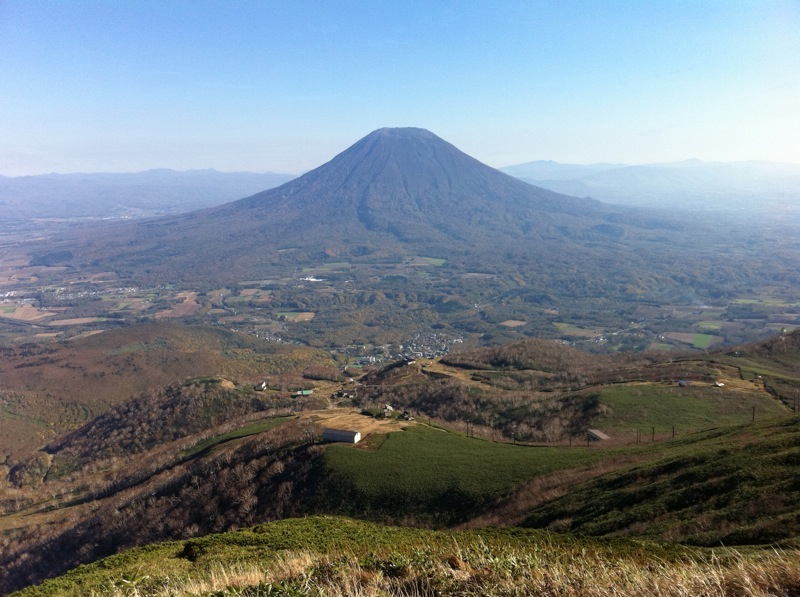
일본 홋카이도의 요테이산

- 알바노 언덕, 칼데라
- 에트나산, 성층 화산
- 이스키아섬, 복합 화산
- 리파리섬, 성층 화산
- 마르실리 해산, 복합 화산
- 팔리누로 해산, 복합 화산
- 파나레아, 성층 화산
- 판텔레리아, 순상 화산
- 스트롬볼리섬, 성층 화산
- 베수비오산, 성층 화산
- 불카노섬, 성층 화산

### 일본
자세한 내용은 일본의 화산 목록을 참조하시오.

#### 홋카이도
- 다이세쓰산
- 에니와산, 성층 화산
- 에산, 성층 화산
- 아토사누푸리산, 복합 화산
- 메아칸산, 성층 화산
- 오아칸산, 성층 화산/용암 돔
- 시레토코 이오산, 성층 화산
- 굿타라 칼데라, 칼데라
- 마슈호 칼데라, 칼데라
- 니페소쓰-마루야마 화산군, 성층 화산 및 용암 돔으로 구성
- 니세코 화산군, 성층 화산 및 용암 돔으로 구성
- 오시마오시마섬
- 라우스산, 성층 화산
- 리시리산, 성층 화산
- 홋카이도 고마가다케산, 성층 화산
- 다루마에산, 성층 화산
- 덴초산 [ja]
- 우스산, 성층 화산
- 요테이산, 성층 화산

#### 혼슈
- 아부 화산군, 순상 화산
- 아다타라산, 성층 화산
- 아카기산, 성층 화산
- 아칸다나산
- 아키타-고마가타케산, 성층 화산
- 아키타-야케야마산, 성층 화산
- 아사마산, 화산 복합체
- 아즈마산, 성층 화산
- 반다이산, 성층 화산
- 조카이산, 성층 화산
- 후지산, 성층 화산
- 하치만타이산, 성층 화산
- 핫코다산, 화산 복합체
- 하코네산, 화산 복합체
- 하쿠산, 성층 화산
- 하루나산, 성층 화산
- 히지오리 칼데라
- 히우치가타케산, 성층 화산
- 이와키산, 성층 화산
- 이즈-토부 화산군
- 이와테산, 성층 화산 복합체
- 구리코마산
- 구사쓰시라네산, 성층 화산
- 묘코산, 성층 화산
- 난타이산, 성층 화산
- 나루코산, 성층 화산
- 나스산, 복합 화산
- 니가타-야케야마산, 성층 화산
- 닛코-시라네산, 성층 화산
- 노리쿠라산, 성층 화산
- 누마자와 [ja]
- 온타케산, 성층 화산
- 오소레산
- 산베산 [ja]
- 다카하라산 [ja]
- 미다가하라, 용암대지
- 도카치다케, 성층 화산
- 도와다호 칼데라, 칼데라
- 야케산, 성층 화산
- 기타-야쓰가타케 (야쓰가타케 화산군)
- 자오 연봉, 복합 화산

#### 이즈 제도
- 아오가섬, 화산섬
- 베요네스 열암, 화산암
- 하치조섬, 화산섬
- 이즈오섬, 화산섬
- 고즈섬, 화산섬
- 미쿠라섬, 화산섬
- 미야케섬, 화산섬
- 니지마섬, 화산섬
- 소후간 (일명 소후 암), 화산섬, 현무암 기둥
- 스미스섬 (일본) (일명 스미스 바위), 화산섬
- 도시마, 화산섬
- 도리시마섬 (이즈 제도) (일명 이즈-도리시마), 화산섬
- 오가사와라 제도:
- 니시노섬 (오가사와라 제도), 화산섬
- 후쿠토쿠오카노바, 해저화산
- 푼카 아사네
- 이오섬, 화산섬
- 가이토쿠 해산, 해저화산
- 카이카타 해산
- 기타-후쿠토쿠타이
- 미나미-히요시 해산, 해저화산
- 닛코 해산, 해저화산

#### 규슈
- 와카미코 칼데라 [ja]
- 아소산 (일명 아소산 칼데라), 칼데라
- 후쿠에 화산군
- 이케다호 (이부스키 화산 지대 일부), 칼데라
- 가이몬다케, 성층 화산
- 기리시마산
- 구주산, 성층 화산
- 사쿠라지마, 솜마-성층 화산
- 스미요시호 [ja]
- 요네마루 [ja]
- 쓰루미산과 가란산, 용암 돔
- 운젠산, 복합 성층 화산
- 유후산, 성층 화산

#### 류큐 제도
- 이리오모테지마 북북동 해저화산, 해저화산

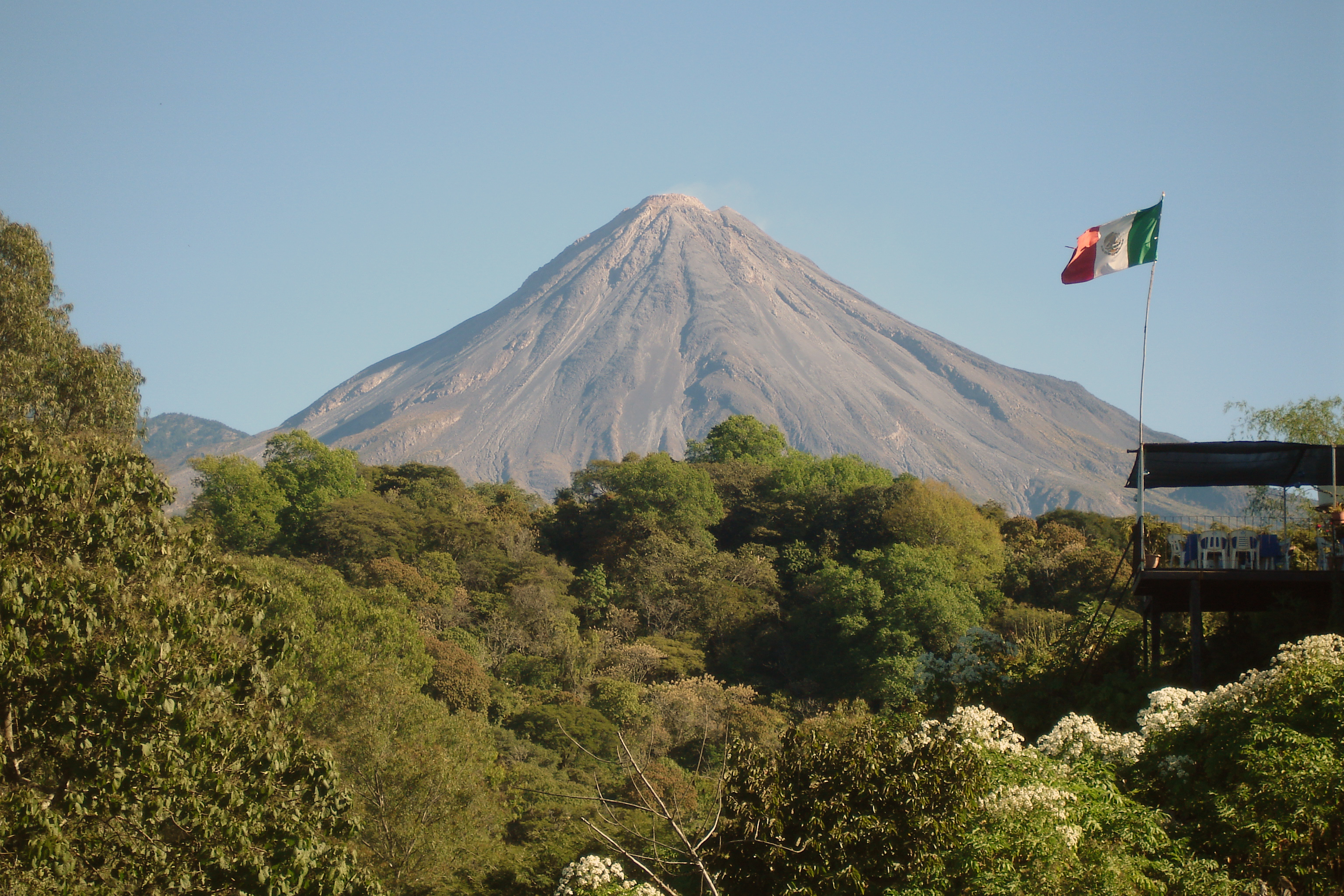
멕시코의 콜리마 화산

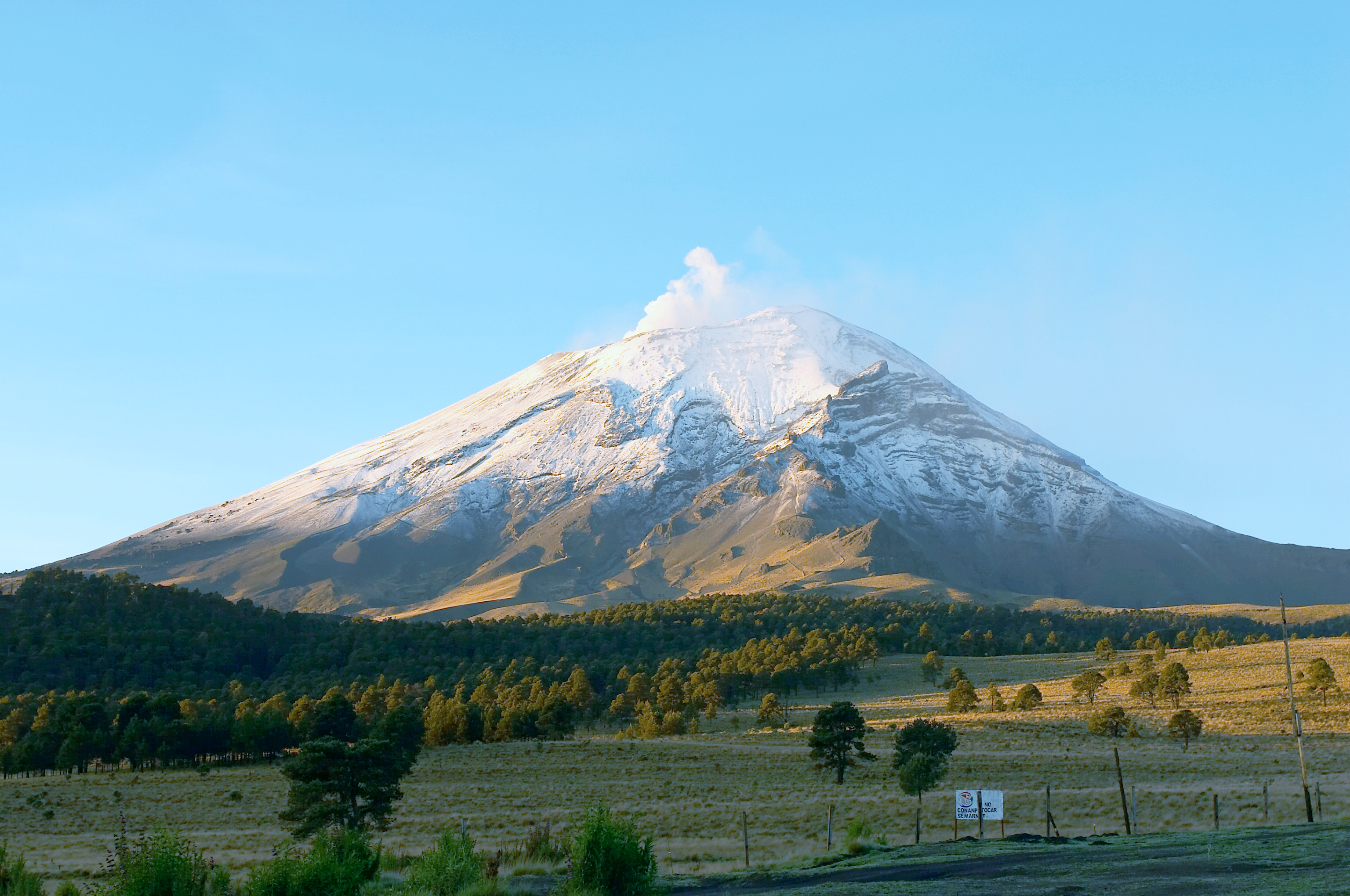
멕시코의 포포카테페틀산

- 이오토리섬, 화산섬
- 키카이 칼데라, 칼데라
- 구치노시마
- 구치노에라부지마
- 나카노시마, 화산섬
- 스와노세지마
- 요코아테섬, 화산섬

### 멕시코
출처:
- 로스 아틀릭스코스, 순상 화산
- 바르세나 화산, 화산쇄설구
- 세보루코, 성층 화산
- 치치나우친, 화산 지대
- 엘치촌산, 용암 돔
- 코프레 데 페로테, 복합체
- 콜리마 화산, 성층 화산
- 코몬두-라 푸리시마, 화산 지대
- 코로나도, 성층 화산
- 라스 쿰브레스, 성층 화산
- 두랑고 화산 지대, 화산 지대
- 라 글로리아 화산 지대, 화산 지대
- 과달루페섬, 순상 화산
- 로스 우메로스, 칼데라
- 이슬라 이사벨, 응회구
- 이스타시우아틀, 성층 화산
- 하라과이 화산 지대, 화산 지대
- 조코티틀란, 성층 화산
- 라 말린체, 성층 화산
- 마스코타 화산 지대, 화산 지대
- 미초아칸-과나후아토 화산 지대, 화산 지대
- 나오린코 화산 지대, 화산 지대
- 북부 동태평양 해령 16°N, 열곡 분화구
- 북부 동태평양 해령 17°N, 열곡 분화구
- 시틀랄테페틀산, 성층 화산
- 피나카테, 화산 지대
- 포포카테페틀산, 성층 화산
- 세로 프리에도, 용암 돔
- 산 보르하 화산 지대
- 이슬라 산 루이스, 응회구
- 산 마르틴 화산, 화산 지대
- 산강게이, 성층 화산
- 세르단-오리엔탈, 화산 지대
- 소코로섬, 순상 화산
- 타카나산, 성층 화산
- 톨루카산, 성층 화산
- 토르투가섬, 바하칼리포르니아수르, 순상 화산
- 지타쿠아로-바예 데 브라보, 화산 지대

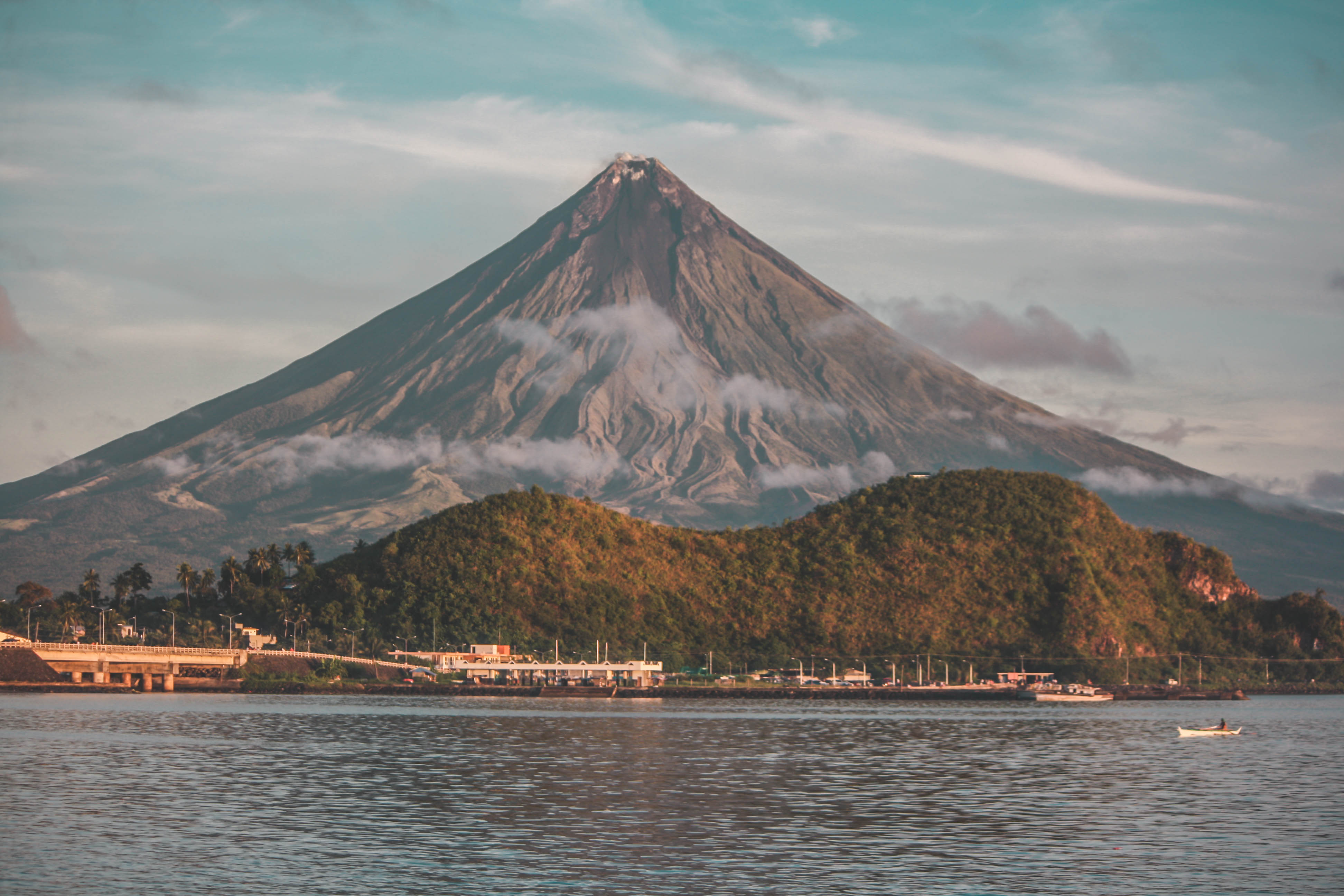
필리핀의 마욘산

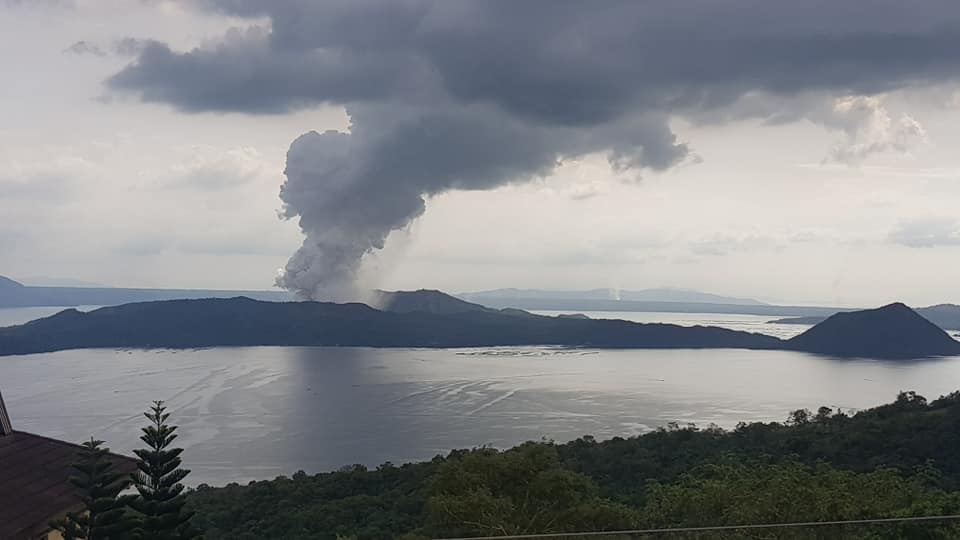
필리핀의 탈 화산

### 필리핀
출처:
- 암발라퉁간군, 화산 복합체
- 아포산, 성층 화산
- 바부얀 클라로 화산, 성층 화산
- 발루트산, 성층 화산
- 바나하우산, 복합 화산
- 빌리란섬, 화산 복합체
- 불루산산, 성층 화산
- 카발리안, 성층 화산
- 카구아산, 성층 화산
- 카미긴 화산, 성층 화산
- 바부야네스 카미긴, 성층 화산
- 쿠에르노스 데 네그로스, 화산 복합체
- 디디카스 화산, 화산 복합체
- 이라야산, 성층 화산
- 이리가산, 성층 화산
- 이사록산, 성층 화산
- 칼라퉁간산, 성층 화산
- 칸라온산, 성층 화산
- 라구나 칼데라, 칼데라
- 레너드 산맥 화산, 성층 화산
- 마하그나오산, 성층 화산
- 마카투링산, 성층 화산
- 말린다그산, 성층 화산
- 말린디그산, 성층 화산
- 만달라간, 화산 복합체
- 마사라가산, 성층 화산
- 마투툼산, 성층 화산
- 마욘산, 성층 화산
- 무수안 피크, 용암 돔
- 파커 화산, 성층 화산
- 파톡산, 성층 화산
- 피나투보산, 성층 화산
- 포크돌산맥, 화산 복합체
- 라강산, 성층 화산
- 산 파블로 화산 지대, 화산 지대
- 실라이산, 성층 화산
- 탈 화산, 칼데라

### 튀르키예
- 아라라트산, 복합 화산

### 미국

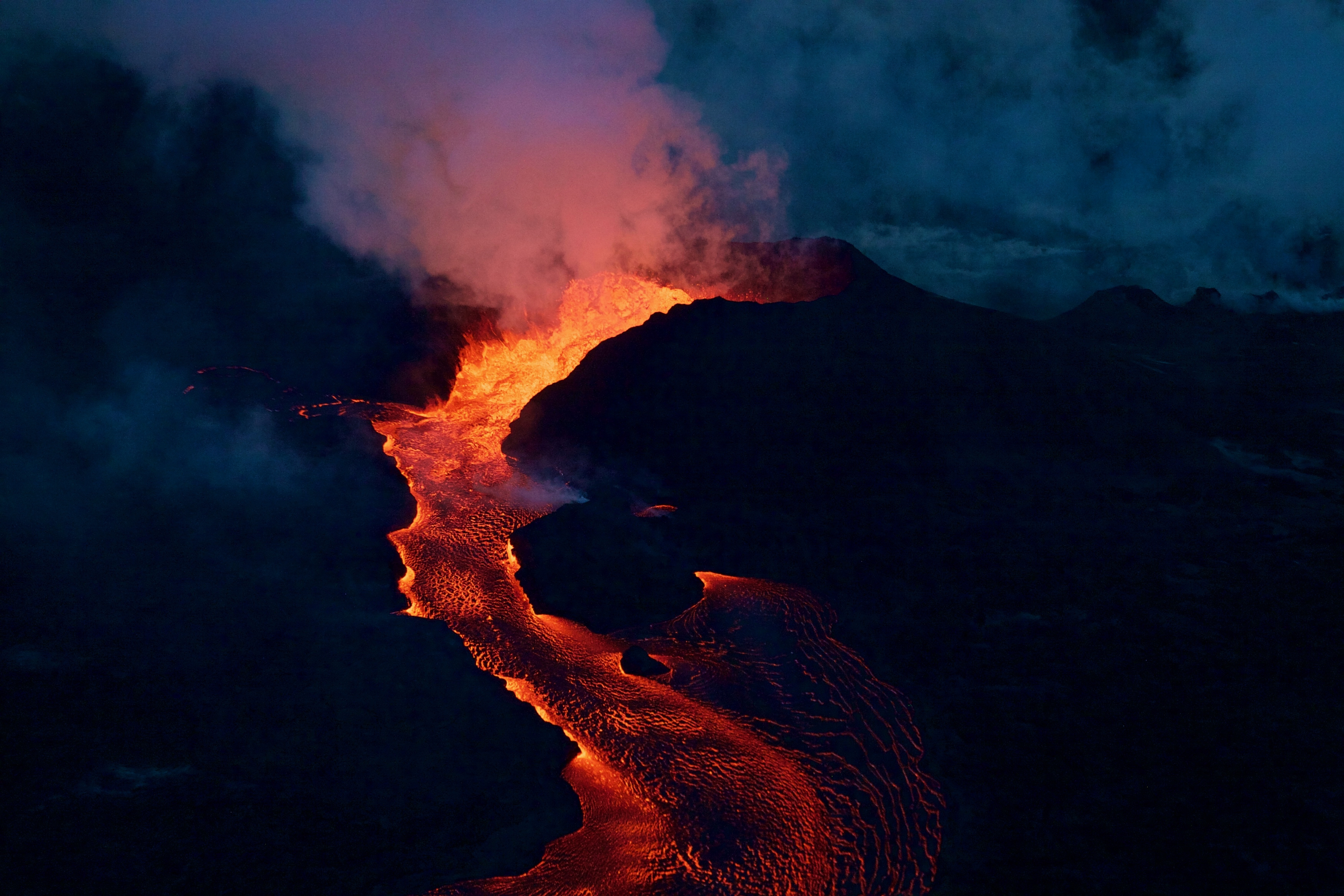
하와이에서 분출 중인 킬라우에아산 열극 8번 분석구 (2018년 6월 28일)

#### 하와이
출처:
- 킬라우에아산, 순상 화산, 열점 화산
- 마우나로아산, 순상 화산
- 후알랄라이산, 순상 화산
- 마우나케아산, 순상 화산
- 카마에후아카날로아 해산, 하와이 해안의 해저화산

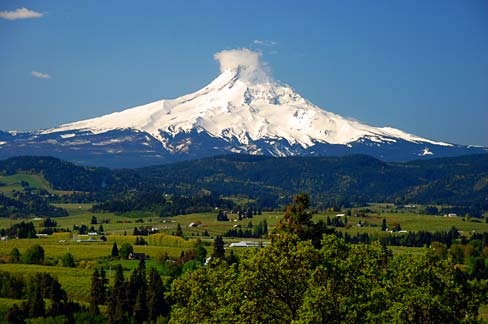
오리건주의 후드산

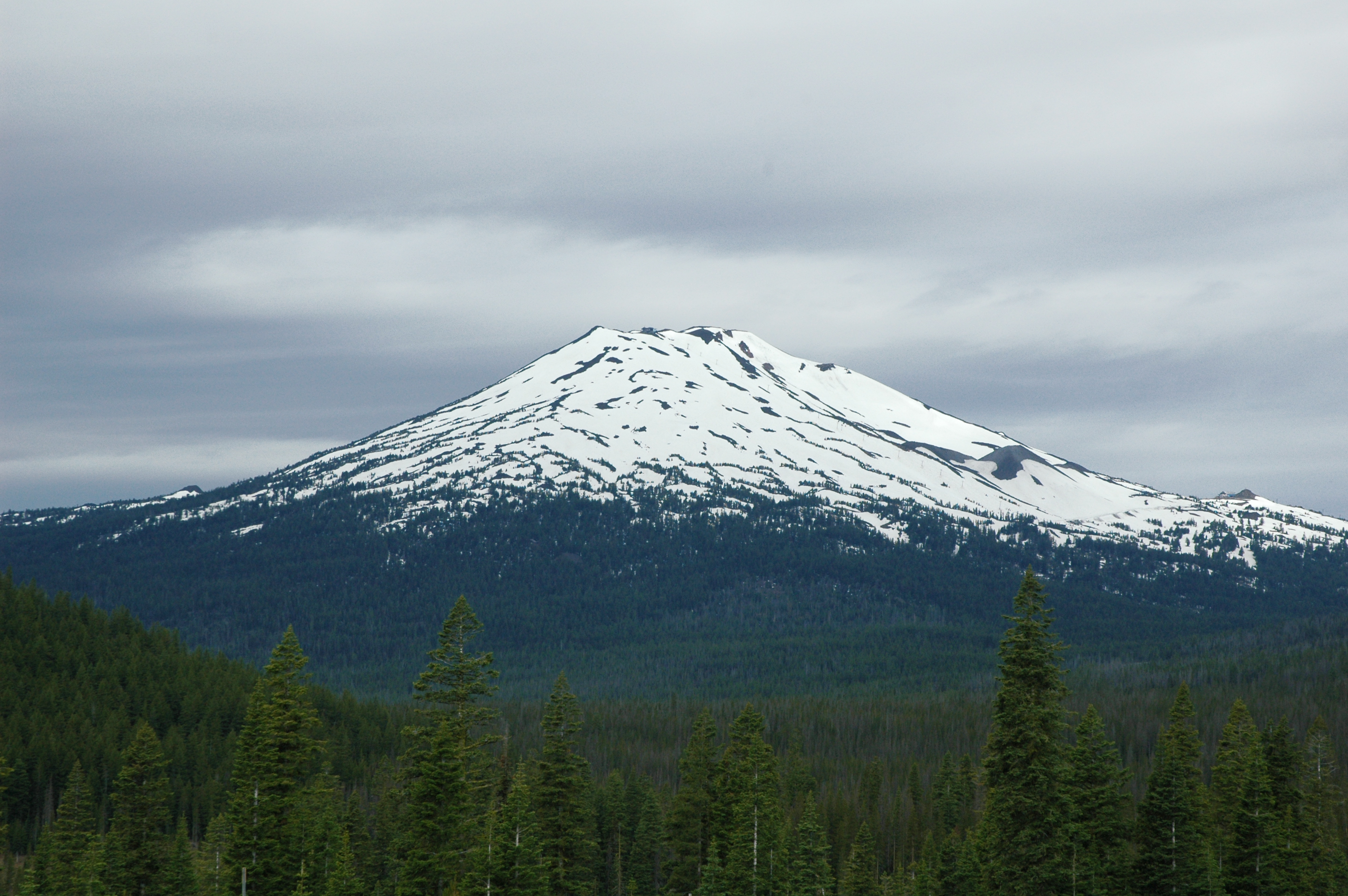
오리건주의 배첼러산

- 할레아칼라산, 순상 화산

#### 오리건주
- 보링 용암 지대, 워싱턴주와 접하는 화산 지대
- 후드산, 성층 화산
- 제퍼슨산, 성층 화산
- 올랄리 부테, 순상 화산
- 블루 레이크 분화구, 마르
- 샌드 마운틴 화산 지대, 화산 지대
- 워싱턴산, 순상 화산 또는 성층 화산
- 벨크냅 분화구, 순상 화산
- 쓰리 시스터즈 (오리건), 순상 화산, 성층 화산 및 복합 화산
- 배첼러산, 성층 화산 및 순상 화산
- 뉴베리 화산, 순상 화산, 성층 화산 및 칼데라
- 데빌스 가든 화산 지대, 화산 지대
- 이스트 용암 지대, 화산 지대
- 포 크레이터스 용암 지대, 화산 지대
- 포트 록-크리스마스 레이크 밸리 분지, 화산 지대
- 데이비스 레이크 화산 지대, 화산 지대
- 시나몬 부테, 화산 지대, 용암 돔 및 분석구
- 마자마산, 성층 화산, 순상 화산, 칼데라 및 복합 화산
- 위저드섬, 분석구 및 화산 섬
- 메리엄 콘, 분석구 및 마자마산 수중의 해산
- 매클러플린산, 성층 화산, 순상 화산 및 분석구
- 브라운산, 순상 화산 및 분석구
- 펠리컨 부테, 순상 화산
- 모독 고원, 화산 지대 및 용암대지
- 다이아몬드 분화구, 화산 지대 및 순상 화산
- 조던 분화구, 화산 지대
- 재키스 부테, 화산 지대, 순상 화산 및 분석구

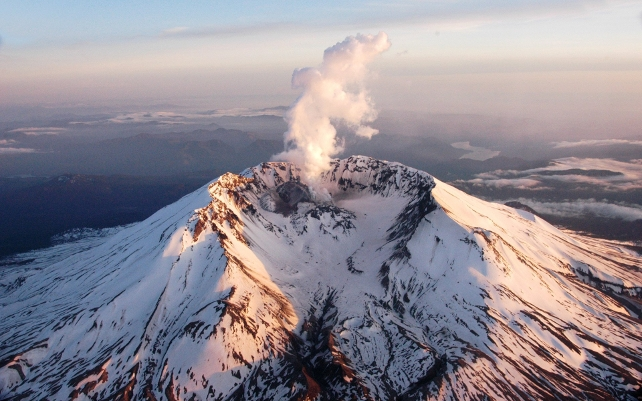
워싱턴주의 세인트헬렌스산

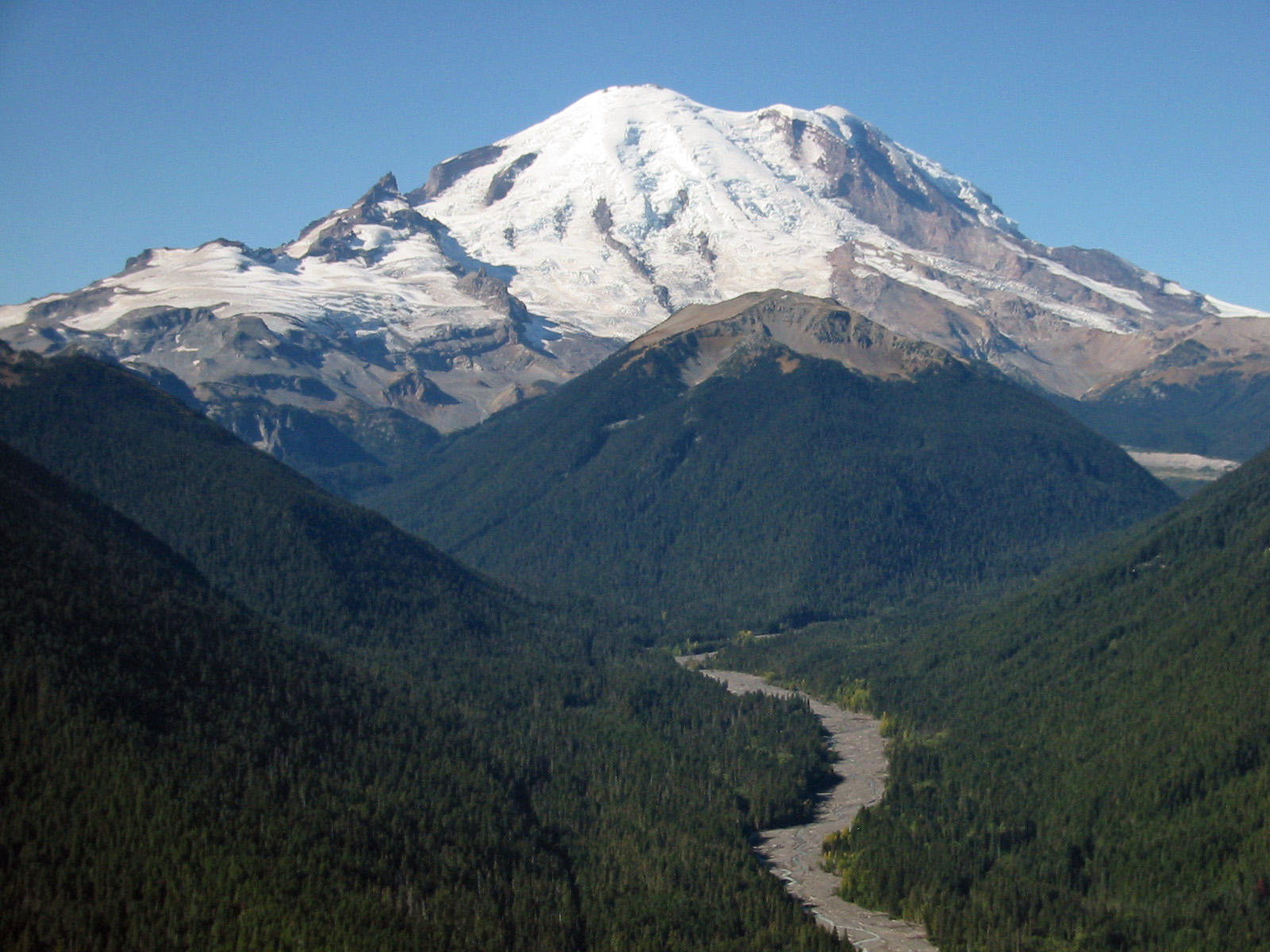
워싱턴주의 레이니어산

#### 워싱턴주
- 세인트헬렌스산, 용암 돔이 있는 성층 화산
- 아담스산, 성층 화산
- 레이니어산, 성층 화산
- 글레이셔 피크, 성층 화산
- 베이커산, 성층 화산
- 셔먼 분화구, 화구이자 베이커산에서 가장 활발한 화구
- 투마크산, 순상 화산
- 스파이럴 부테, 분석구 및 용암류가 보존된 용암 돔
- 킹산, 일련의 스패터 콘이 있는 순상 화산
- 인디언 헤븐, 화산 지대 및 순상 화산군
- 마블 마운틴-트라웃 크리크 힐, 화산 지대
- 보링 용암 지대, 오리건주와 접하는 화산 지대

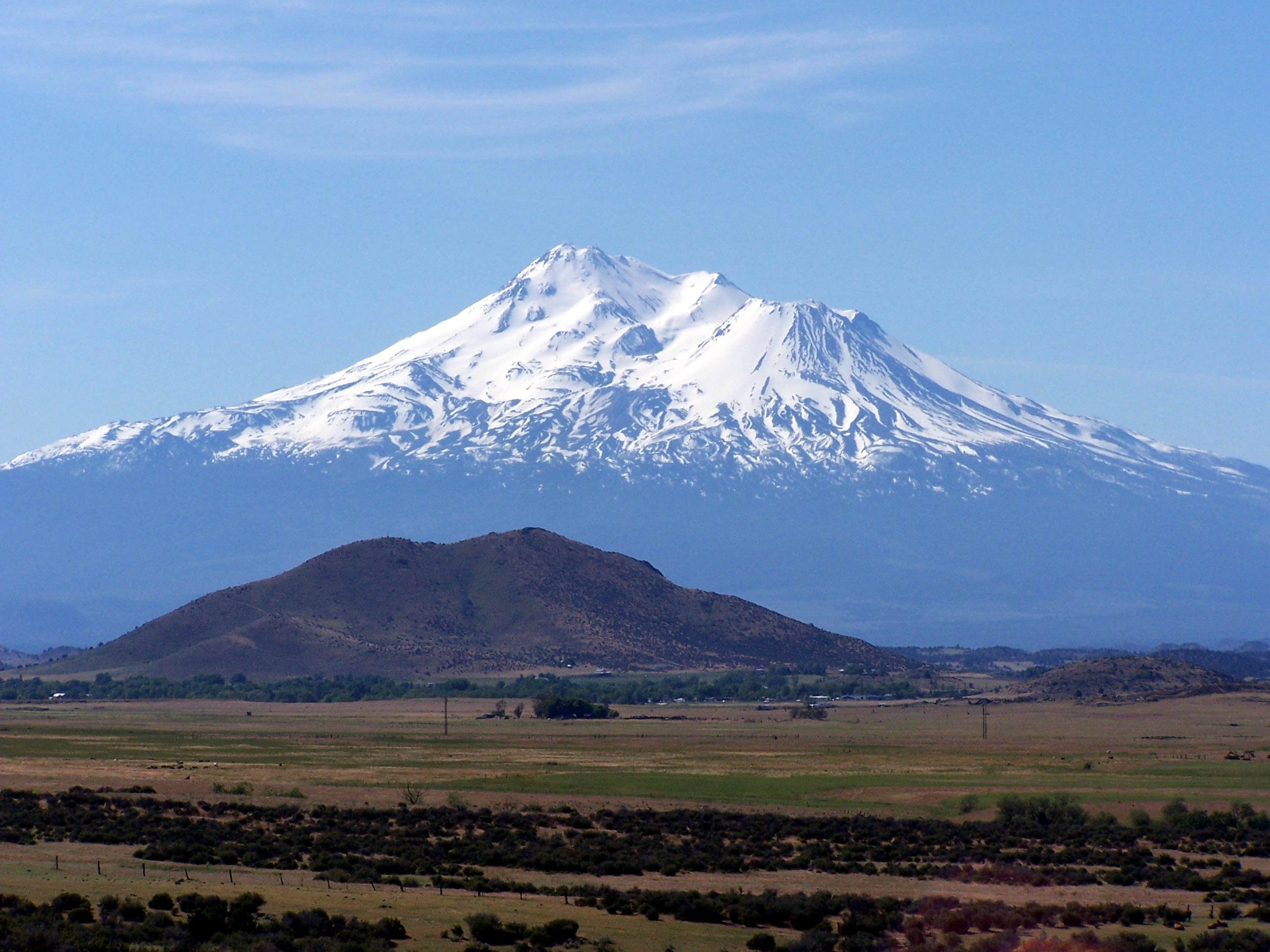
캘리포니아의 섀스타산

#### 캘리포니아주
- 섀스타산, 성층 화산
- 섀스티나산, 섀스타산의 성층 화산 및 측면 원뿔
- 핫룸 콘, 성층 화산 분석구이자 섀스타산의 가장 최근 원뿔
- 미저리 힐, 섀스타산 정상 근처의 성층 화산 원뿔
- 사전츠 능선, 섀스타산의 성층 화산 원뿔로, 섀스타라마 포인트와 함께 화산 복합체를 이룸
- 섀스타라마 포인트, 섀스타산의 성층 화산 원뿔로, 분화구와 용암 돔을 가지며 사전츠 능선과 화산 복합체를 이룸
- 블랙 부테 (시스키유 군, 캘리포니아주), 겹쳐진 용암 돔 그룹으로, 섀스타산의 작은 원뿔이기도 함
- 메디신레이크 화산, 섀스타산 동북동쪽에 있는 큰 순상 화산 및 칼데라
- 브러시 부테, 잘 알려지지 않은 순상 화산으로, 서쪽 측면에 팀버드 분화구라는 분석구가 있음
- 카오스 크라그스, 래슨 피크 북서쪽에 있는 용암 돔 그룹
- 래슨피크, 큰 용암 돔
- 래슨 화산 국립공원, 화산 지역 및 화산 지대
- 클리어 레이크 화산 지대, 용암 돔과 분석구로 가득한 화산 지대
- 코녹티산, 용암 돔
- 모노-이니오 분화구, 시에라네바다산맥 (미국) 내의 화산 지대 및 화산호
- 네깃섬, 화산 원뿔이 있는 섬
- 파오하섬, 화산 원뿔이 있는 섬
- 파눔 분화구, 용암 돔이 있는 분석구
- 매머드산, 큰 용암 돔
- 롱 밸리 칼데라, 칼데라 및 초화산
- 리틀 워커 칼데라, 칼데라 및 잠재적 초화산
- 빅 파인 화산 지대, 화산 지대
- 코소 화산 지대, 화산 지대
- 시마 화산 지대, 화산 지대
- 라빅 레이크 화산 지대, 화산 지대
- 암보이 분화구, 분석구
- 피스 가 분화구, 분석구
- 아이켄스 워시, 분석구
- 솔턴 뷰츠 화산, 솔턴호 남동쪽에 있는 짧고 작은 용암 돔 그룹
- 레드 아일랜드 화산, 짧은 용암 돔

## 같이 보기
- 단성 화산